# Aire líquido
El aire líquido está compuesto de aire licuado mediante aplicación de alta compresión en pistones y posteriormente enfriado a muy bajas temperaturas. El aire líquido debe conservarse en un vaso Dewar a temperatura ambiente, el aire líquido absorbe rápidamente el calor y es esta la razón por la que se convierte rápidamente a su estado gaseoso. Se emplea generalmente en la refrigeración de otras sustancias, así como fuente de nitrógeno, oxígeno, argón, y otros gases inertes. 

## Propiedades
El aire líquido tiene una densidad de aproximadamente 870 kg/m³, aunque esta densidad nominal puede ser diferente en muchos casos dependiendo de la composición elemental del aire. Ya que el aire gaseoso tiene un 78% de volumen de nitrógeno y un 21% de oxígeno, la densidad del aire líquido en composición estándar es calculada teniendo en cuenta la composición decimal de las densidades en estado líquido de los respectivos componentes del aire líquido. 
Punto de fusión: -216.2 °C
Punto de ebullición: -194.35 °C

## Producción del aire líquido
Existen diversos procesos para la destilación del aire líquido, pero uno de los más comunes y empleados con mayor frecuencia por la industria es el ciclo de dos columnas de Carl von Linde que emplea el efecto de Joule-Thomson. En este método el aire es inyectado a alta presión >60 psig (520 kPa) en la columna inferior, y es separado en nitrógeno puro y una alta concentración de oxígeno, ambos en estado líquido. El líquido a temperatura muy baja y obtenido en la columna inferior es inyectado a la columna superior que opera a una presión baja <10 psig (170 kPa), en ella ocurre la separación final entre el nitrógeno puro y el oxígeno puro. Se suele quitar el gas argón del medio de la segunda columna para posteriores purificaciones. Se obtienen así el aire líquido en los denominados ciclos de Linde (isentálpico) y de Claude (isentrópico).

## Usos
Los usos más frecuentes del aire líquido son la refrigeración industrial (por ejemplo es empleado para refrigerar los dispositivos de superconductividad) y de dispositivos de laboratorio (fundamentalmente detectores y cámaras de infrarrojo, detectores, etc.), algunos inventores como el ingeniero francés Guy Negré que figura como el inventor de un automóvil que se propulsa con aire líquido, aplicaciones diversas de criónica, la obtención de oxígeno y nitrógeno y algunos gases nobles (todos ellos en estado líquido). Posee además diversos usos en medicina, esterilización de instrumentos.